# مايلز رومني
مايلز رومني (بالإنجليزية: Miles Romney)‏ هو مهندس معماري أمريكي، ولد في 13 يوليو 1806، وتوفي في 3 مايو 1877.